# Henrietta (Texas)
Pour les articles homonymes, voir Henrietta.
La ville de Henrietta est le siège du comté de Clay, dans l’État du Texas, aux États-Unis. Sa population s’élevait à 3 141 habitants lors du recensement de 2010, estimée à 2 958 habitants en 2016. Henrietta est située à 25 km au sud-est de Wichita Falls.
Henrietta est une des plus anciennes villes du Texas du nord. Elle est située au carrefour des routes 287 et de la State Highway 148.

## Source
- (en) Cet article est partiellement ou en totalité issu de l’article de Wikipédia en anglais intitulé « Henrietta, Texas » (voir la liste des auteurs).